# Bogomolje
Bogomolje (in italiano Bogomoglie, desueto) è una frazione del comune croato di San Giorgio.